# Muara Baru (Banyuasin II)
Muara Baru is een bestuurslaag in het regentschap Banyuasin van de provincie Zuid-Sumatra, Indonesië. Muara Baru telt 1164 inwoners (volkstelling 2010).